# Phorbia palousiana
Phorbia palousiana este o specie de muște din genul Phorbia, familia Anthomyiidae, descrisă de Griffiths în anul 1996.
Este endemică în Oregon. Conform Catalogue of Life specia Phorbia palousiana nu are subspecii cunoscute.